# Chaschbaataryn Tsagaanbaatar
Chaschbaataryn Tsagaanbaatar (mongolisch Хашбаатарын Цагаанбаатар; * 19. März 1984) ist ein mongolischer Judoka.

## Laufbahn
Seine internationale Klasse stellte Tsagaanbaatar erstmals bei einem Super-A-Turnier 2003 in Moskau unter Beweis, wo er den dritten Platz erreichte. Bei den Olympischen Sommerspielen 2004 gewann er im Superleichtgewicht (bis 60 kg Körpergewicht) die Bronzemedaille. Einen weiteren Erfolg konnte der Mongole auf dem OTTO-World-Cup in Hamburg am 24. Februar 2007 erzielen, mit einem dritten Platz in der Gewichtsklasse bis 66 kg. Nur dem späteren Gewinner dieser Gewichtsklasse, dem Franzosen Benjamin Darbelet, musste er sich geschlagen geben.
2005 und 2009 gewann er den Weltmeistertitel im Sambo sowie 2009 im Judo (Gewichtsklasse bis 66 Kilogramm).